# 三羽新月蕨
三羽新月蕨（学名：Pronephrium triphyllum）为金星蕨科新月蕨属下的一个种。